# Paradoniscus degeesti
Paradoniscus degeesti là một loài chân đều trong họ Olibrinidae. Loài này được Taiti & Ferrara miêu tả khoa học năm 2004.